# Hoagy Carmichael
Howard Hoagland "Hoagy" Carmichael, född 22 november 1899 i Bloomington, Indiana, död 27 december 1981 i Rancho Mirage, Kalifornien, var en amerikansk sångtextförfattare, kompositör och skådespelare. 
Carmichael komponerade musiken till närmare 300 melodier och många av dem skrev han även texten till, hela eller delvis. Två av hans mest kända melodi torde vara Stardust och Georgia on my mind.

## Kompositioner i urval
- 1924 – Riverboat Shuffle, text tillsammans med Dick Voynow, Irving Mills och Mitchell Parish
- 1928 – Stardust, text Mitchell Parish
- 1929 – Rockin' Chair, text och musik
- 1930 – Georgia on My Mind, text Stuart Gorrell
- 1931 – (Up a) Lazy River, text tillsammans med Sidney Arodin
- 1933 – Lazybones, text tillsammans med Johnny Mercer
- 1933 – One Morning in May, text Mitchell Parish
- 1937 – The Nearness of You, text Ned Washington
- 1938 – Two Sleepy People, text Frank Loesser
- 1938 – I Get Along Without You Very Well (Except Sometimes), text Jane Brown Thompson
- 1939 – Hong Kong Blues, text och musik
- 1941 – Skylark, text Johnny Mercer
- 1946 – Ole Buttermilk Sky, text tillsammans med Jack Brooks
- 1951 – In the Cool, Cool, Cool of the Evening, text Johnny Mercer – vann en Oscar 1951 för bästa originalsång

## Filmografi i urval
- 1937 – Det spökar i sta'n
- 1944 – To Have and Have Not
- 1945 – Möte i dimman
- 1946 – De drog västerut
- 1946 – De bästa åren
- 1947 – Night Song
- 1950 – Ung man med trumpet
- 1952 – Sista chansen
- 1952 – Härliga tider
- 1954 – Timberjack
- 1981 – Bix